# Хассель, Сверре Хельге
Сверре Хельге Хассель (норв. Sverre Helge Hassel; 30 июля 1876 — 6 июня 1928) — норвежский полярный исследователь, один из пяти человек, которые первыми покорили Южный полюс.

## Биография
Сверре Хассель родился в Христиании и, достигнув минимально возможного возраста, отправился в море. Между 1898 и 1902 годами он участвовал в арктической экспедиции Отто Свердрупа, которая ставила целью обойти на корабле вокруг Гренландии.
Вместе с Хельмером Хансеном Хассель был выбран как опытный каюр собачьих упряжек для участия в экспедиции Руаля Амундсена с целью покорения Южного полюса. 14 декабря 1911 года Хассель вместе с Амундсеном, Бьоланом, Хансеном и Вистингом стали первыми людьми, которым удалось достичь Южного полюса. За своё участие в экспедиции награждён медалью за покорение Южного полюса (норв. Sydpolsmedaljen) — норвежской королевской наградой, учреждённой королём Хоконом VII в 1912 году для награждения членов экспедиции Амундсена.
Позднее работал служащим таможни в Гримстаде.
Сверре Хассель умер в 1928 году во время визита к своему старому другу Амундсену. Похоронен на Западном кладбище Осло.

## Увековечение памяти
- Гора Хасселя — пик в Антарктиде, в горах Королевы Мод.
- Пролив Хасселя — пролив между островом Амунд-Рингнес и островом Эллеф-Рингнес в северной Канаде.
- Мыс Сверре — самая северная точка острова Амунд-Рингнес, который Сверре обошёл на корабле в 1900 году.